# Bustan Sbeih
Bustan Sbeih (tiếng Ả Rập: بستان صبيح) là một ngôi làng Syria nằm ở phó huyện Uqayribat thuộc huyện Salamiyah, Hama. Theo Cục Thống kê Trung ương Syria (CBS), Bustan Sbeih có dân số là 214 người trong cuộc điều tra dân số năm 2004.